# Obithome
Obithome là một chi bướm đêm thuộc họ Cosmopterigidae.